# 彦山駅
彦山駅（ひこさんえき）は、福岡県田川郡添田町大字落合にある、JR九州バスが運行を行っている日田彦山線BRT（BRTひこぼしライン）のバス停留所。
九州旅客鉄道（JR九州）日田彦山線の鉄道駅でもあるが、2017年（平成29年）に発生した九州北部豪雨の影響により、鉄道駅は休止中の扱いである。

## 歴史
- 1942年（昭和17年）8月25日 - 鉄道省が西添田 - 彦山間延伸に伴い田川線の駅として開設[1][2]。
- 1945年（昭和20年）11月12日 - 二又トンネル爆発事故で駅本屋中破[2]。
- 1960年（昭和35年）4月1日 - 区間分離・統合に伴い日田彦山線の所属となる[3]。
- 1984年（昭和59年）2月15日 - 駅員無配置駅となる[4]。
- 1987年（昭和62年）4月1日 - 国鉄分割民営化により九州旅客鉄道が継承[5]。
- 2017年（平成29年）7月5日 - 平成29年7月九州北部豪雨の影響により休止。
- 2021年（令和3年）4月19日 - 駅舎本屋の解体作業開始[6][7]。広場および待合ブース兼駅舎に改築され、後述のBRT開業前までに落成した[8]。
- 2023年（令和5年）8月28日：日田彦山線BRTが開業。鉄道敷やプラットホームなどを撤去して整備した専用道上の乗降場を発着する。

## 駅構造
駅舎に面した鉄道ホームの鉄道敷やプラットホームなどを撤去してバス専用道路が整備され、専用道に接してBRTのりばが設けられている。添田方面は新設された駅舎に隣接して乗降場が設けられ、日田方面は対向側に待合ブースが設けられている。三大修験道とされる英彦山の麓にある駅として、待合ブースには山伏がかぶる頭襟を木材で表現したデザインが設置されている。
当駅から宝珠山駅まではBRT専用道区間であり、当駅が専用道始端となる。添田駅から当駅までは一般道走行区間となるため、駅の北側にある専用道のゲートから駅前道路に接続し、そこから福岡県道52号八女香春線を経由して添田方面と行き来する。
また旧鉄道駅舎の跡地に、町内交流施設を兼ねる駅舎が新しく建設された。新設後は、駅および停留所設備に関しては基本的に段差がなく、バリアフリーである。
新設された駅舎は添田町が整備したもので、町では災害時の防災拠点施設と位置付けている。駅舎には備蓄品を保管する倉庫が設けられ、駅前広場は災害時の避難場所となり、駅舎に隣接して設けられた屋外ベンチは炊き出しなどに使用できる「かまどベンチ」である。

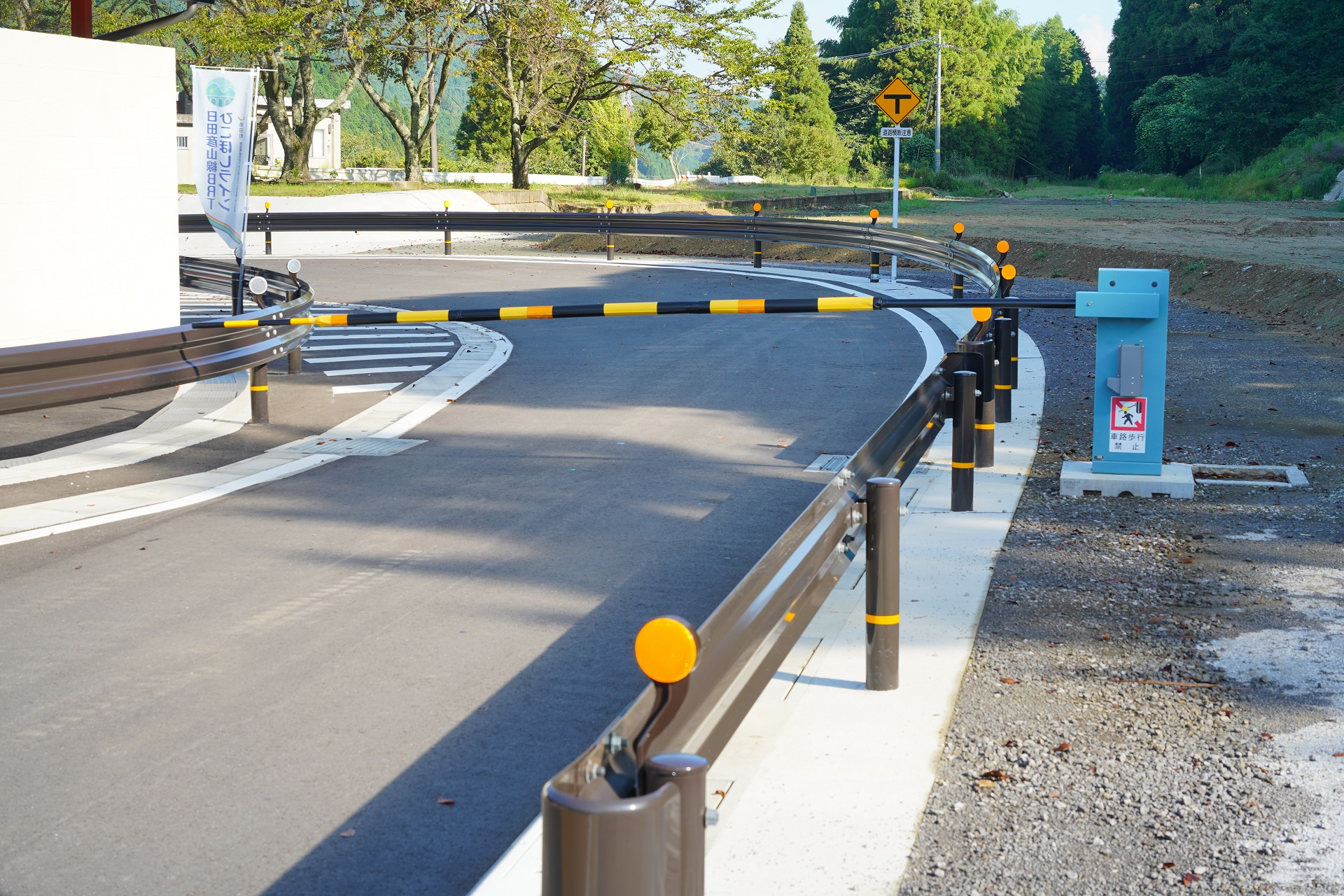
駅北側のBRT専用道のゲート（2023年9月）
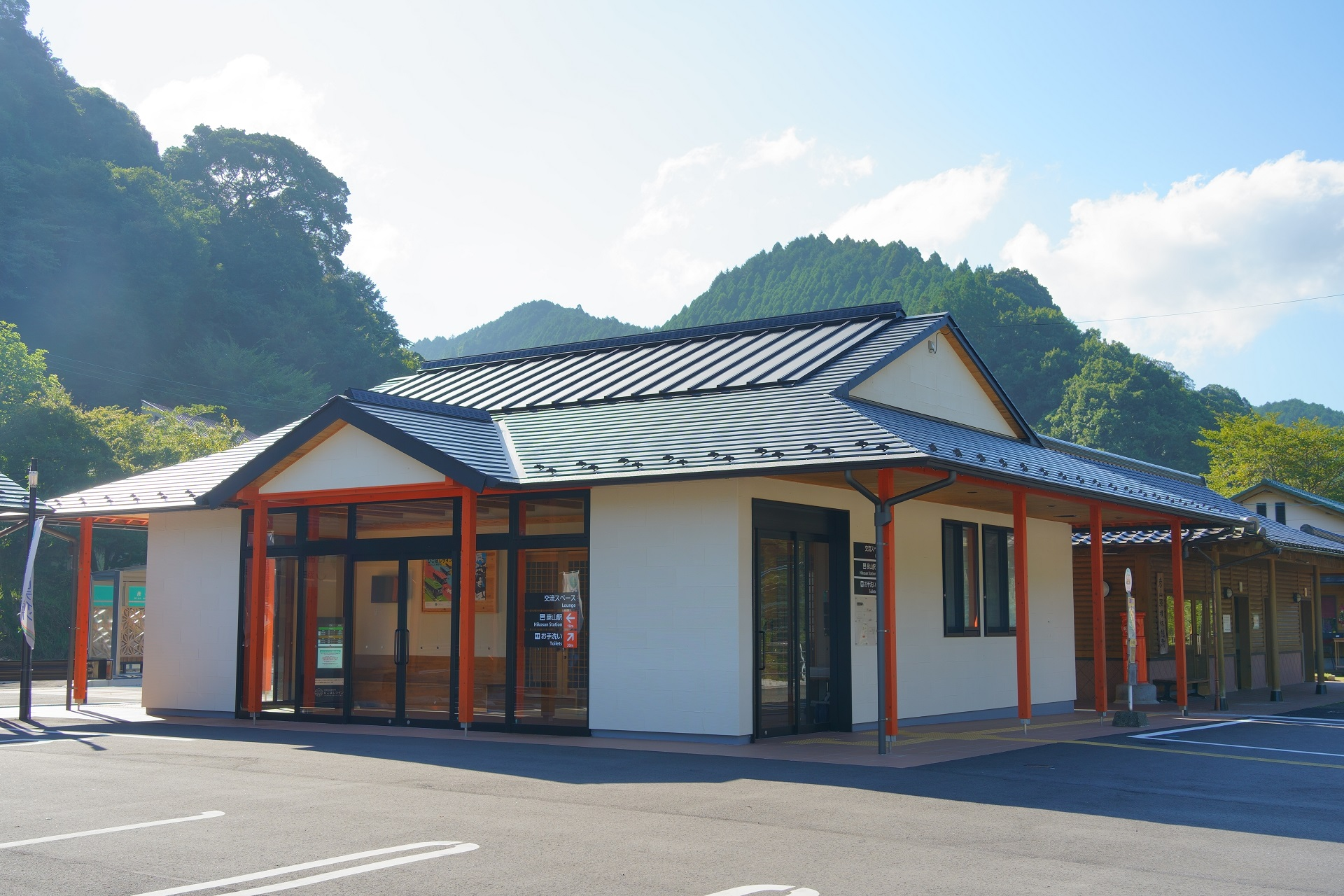
旧駅舎跡地に新設された駅舎（2023年9月）

鉄道駅時代は、駅舎に接して単式ホーム1面1線と島式ホーム1面2線、合計2面3線のホームを持つ地上駅で、中線（2番線）は折返し列車専用であった。
旧駅舎は木造で築80年となる大型のもので、駅の開業と同じ1942年（昭和17年）8月に建てられたもので英彦山神宮を模して赤い柱を使用するなど、英彦山への入り口駅にふさわしく優雅なつくりであると高い評価を得ていた。1984年（昭和59年）の無人化後しばらくこの駅舎はほとんど待合所として使用されるのみであったが1994年（平成6年）にある女性陶芸家がこの駅の旧事務室部分に工房と陶芸のギャラリーおよび喫茶室（翔房舎）を設け以後はこの陶芸家が乗車券の販売を受託していた（簡易委託駅）。しかし、2004年（平成16年）7月には乗車券販売の委託は解除され、無人駅扱いとなった。それ以降は簡易型の自動券売機が設置されていた。駅舎解体前に券売機は移設され、BRT開業後まもなく券売機は撤去された。
営業休止後の2021年4月に駅舎解体工事が始まり、前述の待合ブース兼駅舎に建て替え、再整備された。

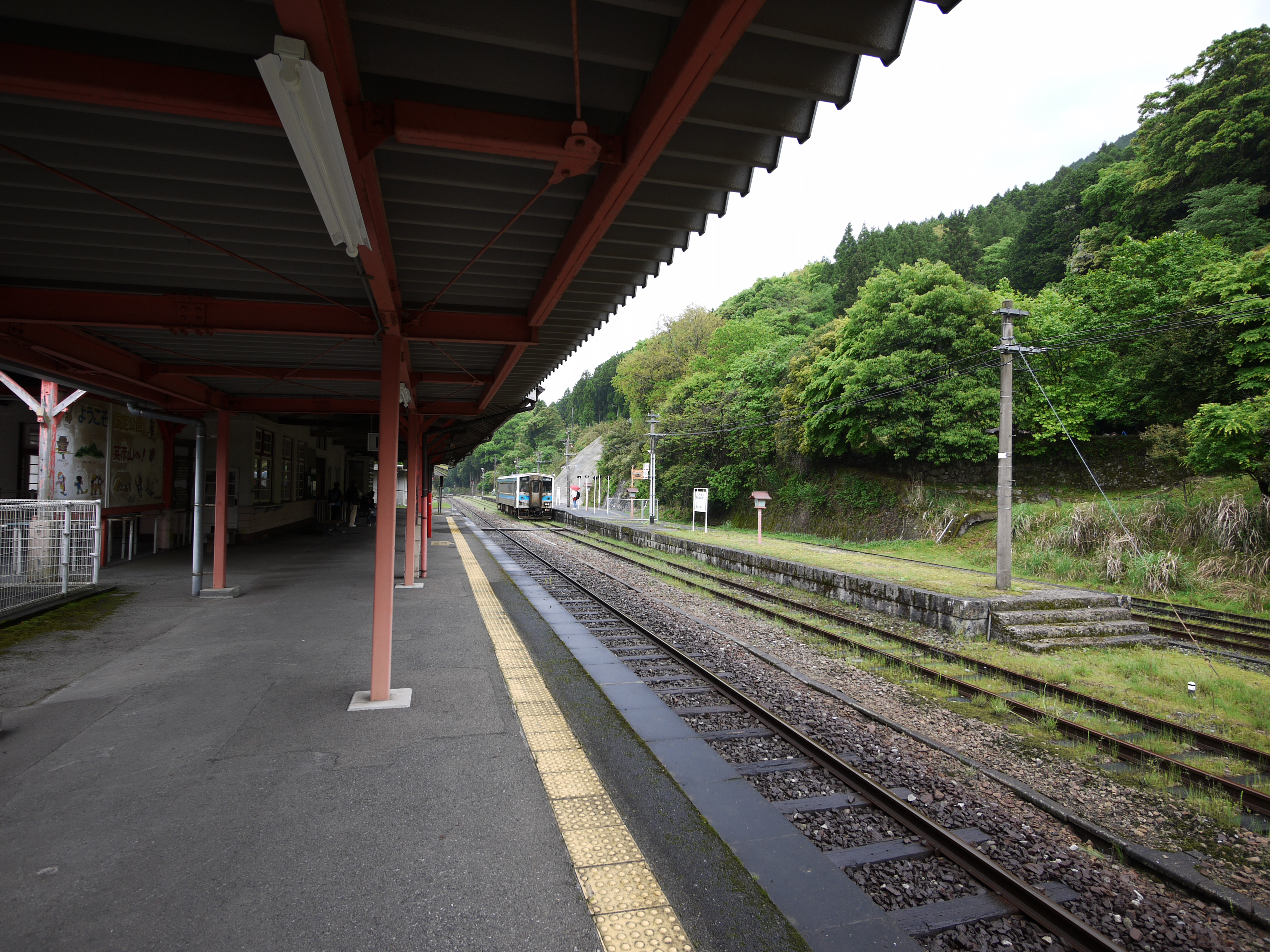
駅構内の様子 駅舎側ホームより島式ホームをのぞむ （2015年5月）
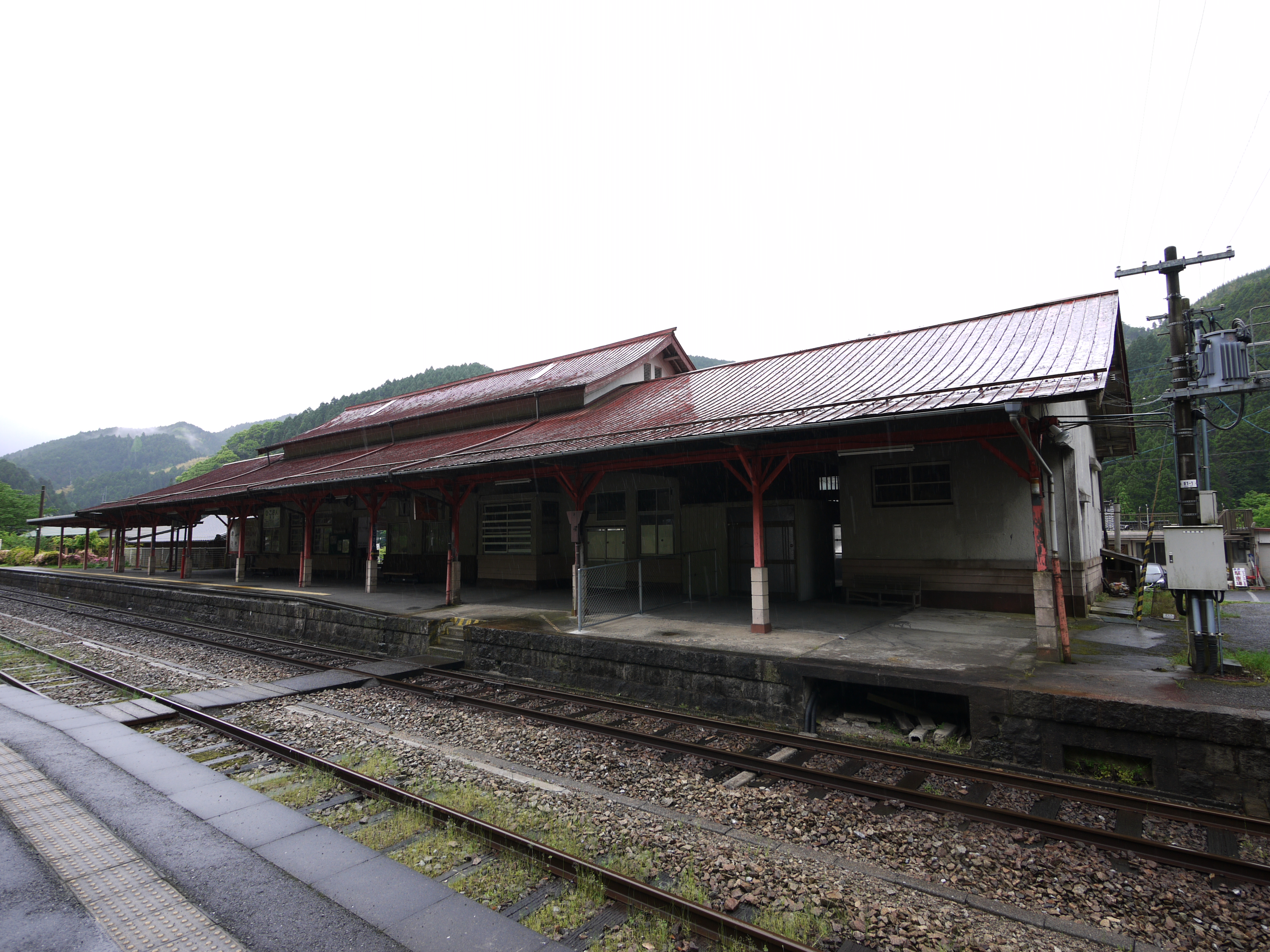
駅構内の様子 島式ホームより駅舎をのぞむ（2015年5月）
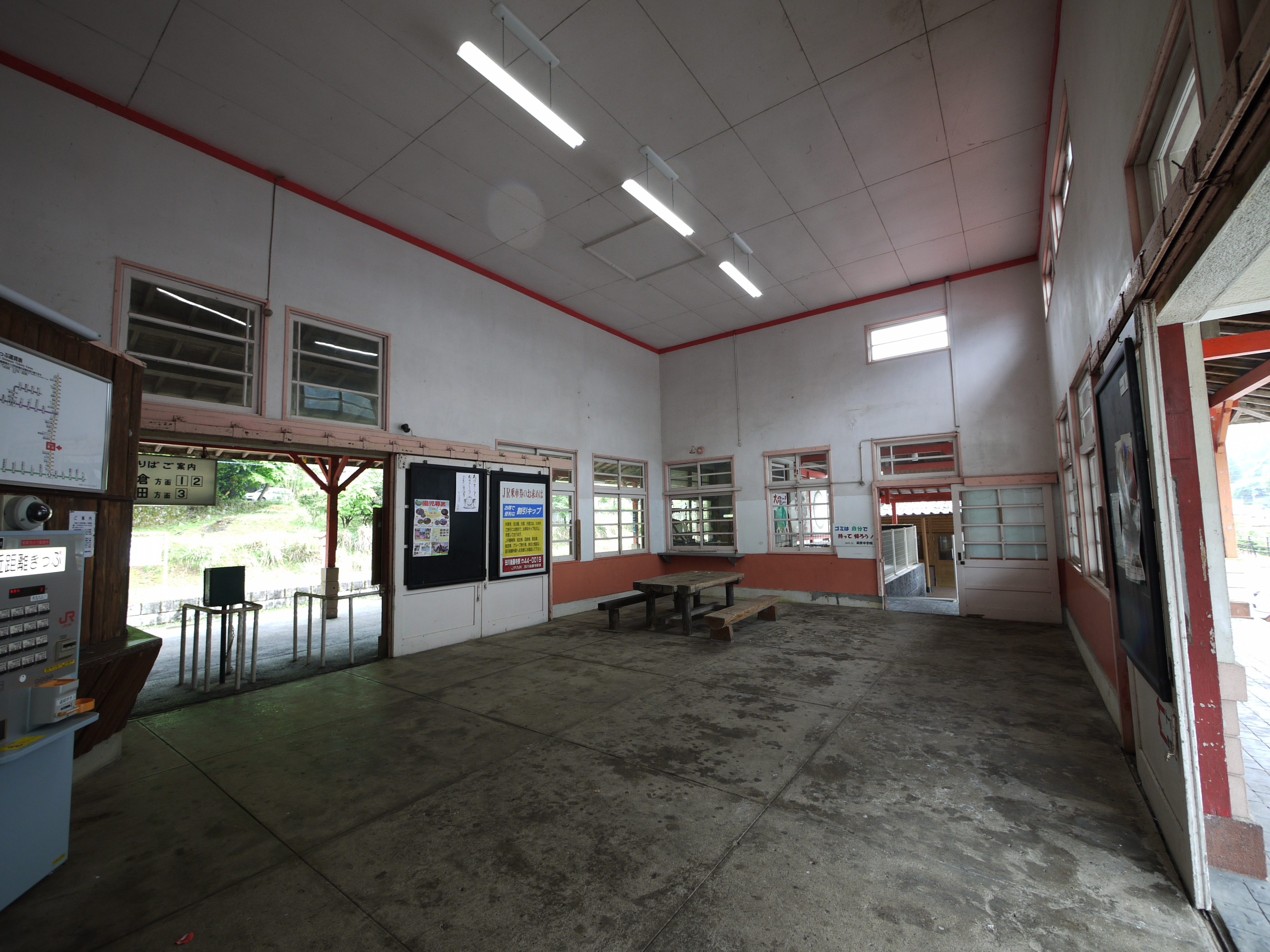
待合室の様子（2015年5月）
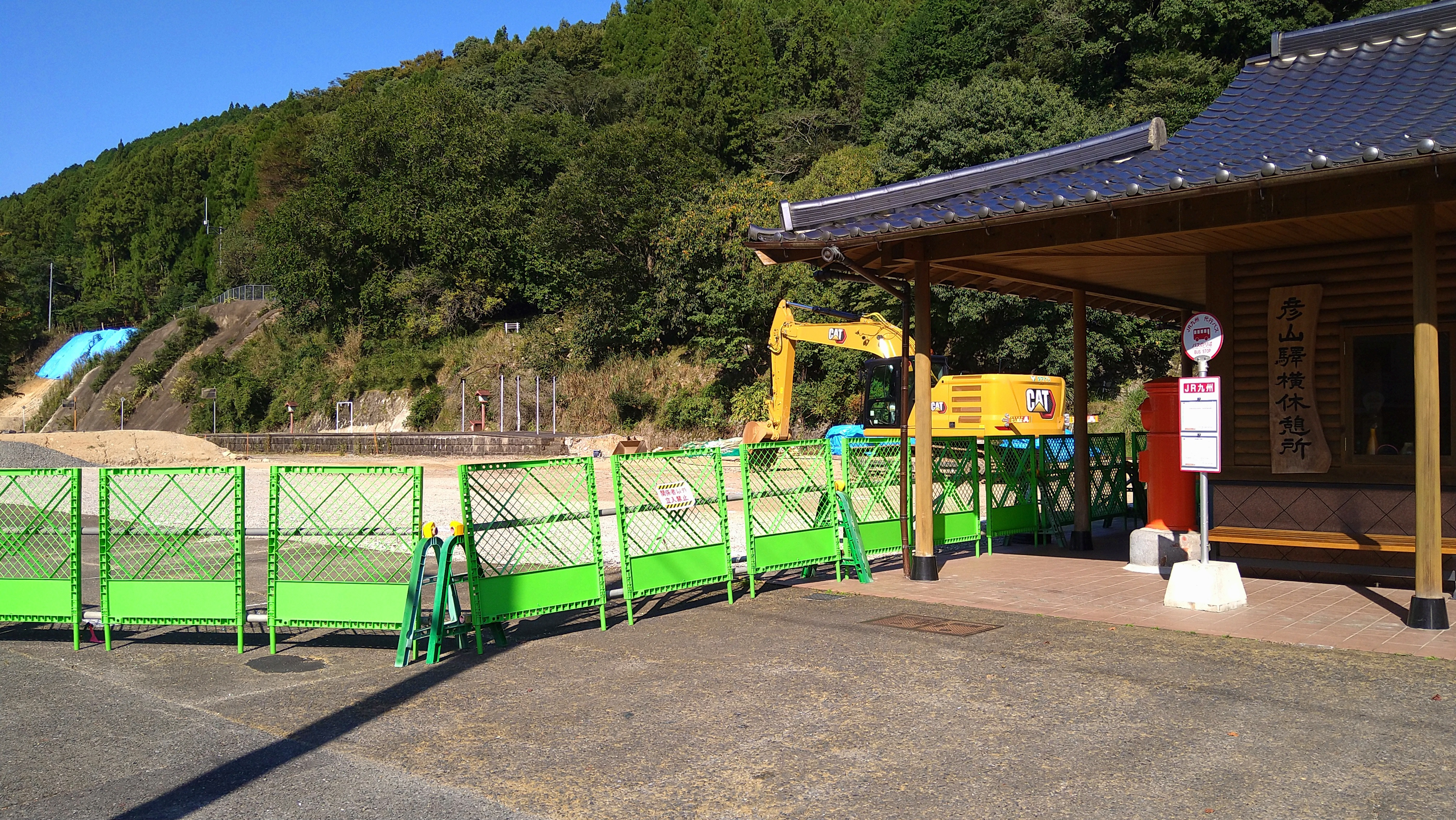
駅構内の道床レール撤去工事

## 駅周辺
平成29年7月九州北部豪雨による運休以降、代行バスは当駅駅前広場を発着していた。
なお、添田町バスも当駅前を発着する路線が以前よりあるが、日田彦山線BRTの開業と共に、添田町役場・添田駅付近から当駅までの町バス運行は重複するため廃止され、町バス彦山線は彦山駅 - 英彦山方面（豊前坊）間の運行となった。新設された駅舎の手前の広場側にある乗降場から発着する。
旧鉄道駅舎および新設の駅舎に隣接して、町施設としての休憩所があり、展示物が置かれている。この休憩所は駅舎の新改築以前から存在する。
駅周辺は、駅の西側を遠賀川水系の支流彦山川が流れている。道路を挟んだ反対側には現在も川魚料理を中心とした飲食店が数軒あるが、往時の宿場としての賑わいは、前述の休憩所に展示された写真で確認することができる。
- 英彦山[1]
- 英彦山神社
- 国道500号
- 福岡県道52号八女香春線
- 田川警察署添田警部交番落合駐在所
- 日本郵便彦山郵便局
- 田川農業協同組合彦山出張所 - 2019年5月に廃止
- 添田町立落合小学校 - 日田彦山線BRTでの最寄り駅は旧英彦中学校前駅となる。

### バス路線
- 添田町バス - 英彦山（別所・豊前坊）方面

## 隣の駅
九州旅客鉄道（JR九州）
■日田彦山線（休止中）
豊前桝田駅 - 彦山駅 - 筑前岩屋駅
JR九州バス（・JR九州）
■日田彦山線BRT（BRTひこぼしライン）
旧英彦中学校前駅 - 彦山駅 - 深倉駅
※BRT開業前の列車代行バスでは、筑前岩屋駅との間は国道500号・国道211号へ迂回し、停車場所として「小石原庁舎前」・「宝珠山庁舎前」が設けられていた。